# Josephella
Josephella är ett släkte av ringmaskar som beskrevs av Maurice Caullery och Mesnil 1896. Josephella ingår i familjen Serpulidae.
Kladogram enligt Catalogue of Life och Dyntaxa:
| Josephella | \| \| Josephella commensalis \| \| \| \| \| \| Josephella marenzelleri \| \| \| \| \| \| Josephella trivesiculosa \| \| \| \| |
|            | \| \| Josephella commensalis \| \| \| \| \| \| Josephella marenzelleri \| \| \| \| \| \| Josephella trivesiculosa \| \| \| \| |
|            | Josephella commensalis |
|            | |
|            | Josephella marenzelleri |
|            | |
|            | Josephella trivesiculosa |
|            | |